# Neve Zohar
Neve Zohar (în ebraică: נְוֵה זֹהַר) este o localitate din Israel și este capitala Consiliului Regional Tamar. Aceasta este situată la intersecția Autostrăzii 31 cu Autostrada 90 (Zohar Junction), pe țărmul Mării Moarte și la 23 km de Arad pe șosea. Este cea mai apropiată așezare permanentă de Ein Bokek.

## Nume
Numele Neve Zohar înseamnă Oaza Zohar.

## Demografe
Populația din Neve Zohar era alcătuită în anul 2008 din aproximativ 30 de familii.

## Istorie
Neve Zohar a fost fondat ca un loc de cazare pentru lucrătorii fabricii din Marea Moartă, deși locația sa imediată a fost un important nod de transport în timpul numeroaselor perioade istorice.

## Instituții
Clădirile administrației Consiliului Regional Tamar sunt situate în Neve Zohar. Satul are, de asemenea, o școală elementară regională, precum și un muzeu (Beit HaYotser).
Un aerodrom neutilizat se află la sud-estul satului.